# George A. Birmingham
Pour les articles homonymes, voir Hannay et Birmingham (homonymie).
Georges A. Birmingham, pseudonyme du prêtre anglican James Owen Hannay, né à Belfast, le 16 juillet 1865, et mort à Londres, le 2 février 1950, est un romancier, essayiste et dramaturge irlandais, également auteur de nombreux romans policiers.

## Biographie
Après ses études au Trinity College de Dublin, il est ordonné prêtre anglican de l’Église d'Irlande et se voit confier, de 1892 à 1913, les fonctions de recteur de Westport du comté de Mayo. À partir de 1905, il est membre du synode des églises d’Irlande. 
Les charges quotidiennes à Westport étant légères, l’ecclésiastique a du temps pour se consacrer à l’écriture d’articles dans la presse. Bientôt, il adopte le pseudonyme de George A. Birmingham pour publier des romans. Spanish Gold, en 1908, obtient un appréciable succès et l’établit comme romancier. Mais il crée le scandale dans sa communauté par des écrits de plus en plus critiques sur la situation irlandaise et par son adhésion à la Ligue gaélique, fondée en 1893, qui soutient la préservation de la langue du cru, tout en attisant les idées nationalistes.  En 1913, sa pièce General John Regan (en), tirée par ses soins de son propre roman homonyme, est jouée sur une scène de Westport et suscite une émeute. Peu après, quand il est reconnu que James Owen Hannay et George A. Birmingham ne font qu’un, des citoyens instaurent un boycott à son endroit et exigent son départ, obtenant gain de cause.
Nommé peu après aumônier à l’ambassade d’Angleterre de Budapest, il ne revient en Angleterre quand 1924 pour occuper un temps la fonction de chapelain au sein d’un détachement de l’armée dans le Somerset.  Il finit sa carrière comme vicaire d’une petite paroisse du quartier londonien de Kensington, où il meurt en 1950.
De la soixantaine de romans écrits par Birmingham se démarquent ses quelque quinze romans policiers, dont plusieurs offrent en toile de fond les rivalités et préjugés entre catholiques et protestants irlandais, notamment dans Justice sauvage (1930).

## Œuvre

### Romans

#### Romans policiers
- The Search Party (1909)
- Priscilla's Spies ; The Red Hand of Ulster (1912), deux courts romans
- The Island Mystery (1918) Publié en français sous le titre L’Île aux surprises, Paris, Albin Michel, coll. Maîtres du roman étranger, 1924
- Inisheeny (1920)
- Adventurers of Night (1921)
- The Lost Lawyer (1921)
- Found Money (1923)
- Fed Up (1923)
- Fidgets ou Gold, Gore and Gehenna (1927)
- The Major's Candlesticks (1929)
- The Hymn Tune Mystery (1930)
- Wild Justice (1930) Publié en français sous le titre Justice sauvage, Paris, Librairie des Champs-Élysées, Le Masque no 147, 1934
- Miss Maitland's Spy (1940)
- Two Scamps (1950)

### Autres romans
- The Seething Pot (1905)
- Hyacinth (1906)
- Benedict Kavanagh (1907)
- The Northern Iron (1907)
- The Bad Times (1908)
- Spanish Gold (1908)
- Lalage's Lovers (1911)
- The Major's Niece (1911)
- The Simpkins Plot (1911)
- The Inviolable Sanctuary (1911)
- General John Regan (1913)
- Do (1913)
- The Adventures of Dr. Whitty (1913)
- Connaught to Chicago ou From Dublin to Chicago (1914)
- The Lost Tribes (1914)
- Gossamer (1915)
- Our Casualty (1919)
- Up the Rebels! (1919)
- Good Conduct (1920)
- Lady Bountiful (1921)
- The Great-Grandmother (1922)
- A Public Scandal (1922)
- King Tommy (1923)
- Send for Dr Grady (1923)
- The Grand Duchess (1924)
- Bindon Parva (1925)
- The Gun-Runners (1925)
- Goodly Pearls (1926)
- The Smuggler's Cave (1926)
- Lady of the Abbey (1926)
- Ships and Sealing Wax (1927)
- Elizabeth and the Archdeacon (1928)
- The Runaways (1928)
- The Silver-Gilt Standard (1932)
- Angel's Adventure (1933)
- Two Fools (1934)
- Love or Money (1935)
- Millicent's Corner (1935)
- Daphne's Fishing (1937)
- Mrs. Miller's Aunt (1937)
- Magilligan Strand (1938)
- Appeasement (1939)
- The Search for Susie (1941)
- Over the Border (1942)
- Poor Sir Edward (1943)
- Lieutenant Commander (1944)
- Good Intentions (1945)
- The Piccadilly Lady (1946)
- Golden Apple (1947)
- A Sea Battle (1948)
- Laura's Bishop (1949)

### Recueils de nouvelles
- Minnie's Bishop and Other Stories (1915)
- Now You Tell One: Stories of Irish Wit & Humour (1927)

### Théâtre
- General John Regan: a Play in Three Acts (1913), adaptation théâtrale du roman homonyme.

### Ouvrage de criminologie
- Murder Most Foul! (1929)

### Autres publications signées J. O. Hannay
- The Spirit and Origin of Christian Monasticism (1903)
- The Wisdom of the Desert (1904)
- Irishmen All (1913)
- The Lighter Side of Irish Life (1914)
- Recollections of Sir Jonah Barrington (1918)
- A Padre in France (1918)
- Spillikins: Essays (1926)
- Can You Answer This? A Question Book  (1927)
- Do you Know Your History? A History Questions Book (1928)

### Récits autobiographiques
- Golden Sayings from George A. Birmingham (1915)
- An Irishman Looks at His World (1918)
- A Wayfarer in Hungary (1925)
- Pleasant Places (1934)

## Sources
- Jacques Baudou et Jean-Jacques Schleret, Le Vrai Visage du Masque, vol. 1, Paris, Futuropolis, 1984, 476 p. (OCLC 311506692), p. 63.